# Марђинени (Бакау)
Марђинени (рум. Mărgineni) насеље је у Румунији у округу Бакау у општини Марђинени. Oпштина се налази на надморској висини од 198 m.

## Становништво
Према подацима из 2011. године у насељу је живело 2817 становника.